# Lauryn Nicole Hamilton
Pour les articles homonymes, voir Lauryn, Nicole et Hamilton.
Lauryn Nicole Hamilton est une actrice et scénariste américaine, née à Los Angeles en Californie.

## Filmographie
actrice
- 2001-2002 : Days of Our Lives (série télévisée) : Marianne
- 2002 : The Andy Dick Show (série télévisée) :
- 2002 : So L.A. (série télévisée) : Mika
- 2010 : True Love (court métrage) : la fille qui embrasse
- 2010 : Ash (court métrage) : Ashley
- 2011 : Losing Control : la serveuse au corps peints
- 2011 : Division III: Football's Finest : Allison
- 2012 : A Perfect Ending : Janice
- 2012 : Baby Love (court métrage) : la jeune mère
- 2015 : Fun Size Horror: Volume One
- 2015 : Baby Steps : Claire
- 2016 : Ava's Impossible Things : Jessa / Emma

scénariste
- 2016 : Ava's Impossible Things